# Vincent Lannoo
Pour les articles homonymes, voir Lannoo.
Vincent Lannoo est un réalisateur, producteur et scénariste de cinéma belge né en 1970 à Bruxelles.

## Biographie
Vincent Lannoo entreprend des études de cinéma à l'Institut des arts de diffusion où il réalise un premier court métrage intitulé Meilleurs vœux puis Nathan, son film de fin d'études.
En 1998, il réalise un autre court métrage de fiction de quatorze minutes J'adore le cinéma avec Olivier Gourmet, sous la forme d'un reportage avec lequel il remporte deux récompenses au Festival international du film de Bruxelles.
En 1999, il réalise un court métrage de cinq minutes : Si j'avais 10... pauvres.
C'est en 2001 que Vincent Lannoo se fait connaître dans un faux documentaire à petit budget Strass, avec Pierre Lekeux et Carlo Ferrante. Ce long métrage tourné en vidéo est essentiellement remarqué pour être le premier (et unique à ce jour) film belge Dogme, mouvement lancé par le Danois Lars von Trier.
En 2005, il réalise Ordinary Man avec Carlo Ferrante, Christine Grulois, Stefan Liberski et Olivier Gourmet. En 2010, il réalise Vampires.
Little Glory, écrit par François Verjans, est son premier long métrage tourné en langue anglaise. Il met en scène Cameron Bright et la jeune Hannah Murray.
En 2019, il préside le jury du Waterloo Historical Film Festival.

## Filmographie

### Courts métrages
- 1998 : J'adore le cinéma
- 1999 : Si j'avais 10... pauvres

### Longs métrages
- 2001 : Strass
- 2005 : Ordinary Man
- 2010 : Vampires
- 2010 : Les Apprivoisés
- 2011 : Little Glory
- 2012 : Au nom du fils
- 2013 : Les Âmes de papier

### Téléfilms
- 2019 : États d'urgence
- 2022 : Entre ses mains[2]

### Séries
- 2016 : Trepalium
- 2019 : À l'intérieur